# Lista över svenska bevakningsbåtar
Detta är en lista över svenska bevakningsbåtar.

## Operativa
Tapper-klass
- HMS Djärv (82)
- HMS Dristig (83)
- HMS Händig (84)
- HMS Trygg (85)
- HMS Modig (86)
- HMS Hurtig (87)
- HMS Rapp (88)
- HMS Stolt (89)
- HMS Ärlig (90)
- HMS Munter (91)
- HMS Orädd (92)

## Utrangerade
Bevakningsbåt typ 60
- HMS Torskär (61)
- HMS Väderskär (62)
- HMS Ekeskär (63)
- HMS Skifteskär (64)
- HMS Gråskär (65)
- HMS Örskär (66)
- HMS Vitaskär (67)
- HMS Altarskär (68)
- HMS Äggskär (69)
- HMS Hojskär (70)
- HMS Getorskär (71)
- HMS Flaggskär (72)
- HMS Häradsskär (73)
- HMS Bredskär (74)
- HMS Sprängskär (75)
- HMS Hamnskär (76)
- HMS Huvudskär (77)

Tapper-klass
- HMS Tapper (81)